# Піджин Соломонових Островів
Піджин Соломонових Островів (нео-соломонік, соломонський піджин; самоназва — Pijin) — креольська мова на англійській основі, поширена на території Соломонових Островів. Кількість мовців, для яких мова рідна, не перевищує 25 тисяч, проте розуміє її майже 300 тисяч осіб. Як за лексиконом, так і за граматикою піджин дуже близький до мови біслама і до ток-пісін. На Соломонових Островах навчання в початкових школах ведеться на піджині. Незважаючи на те, що носіїв у піджину більше, ніж у біслами, інформації в інтернеті про нього значно менше.

## Фонологія
| a   | e       | i       | o       | u       | ae   | ao   | ei   | ia   | oe   | oa   | ou   | iu/yu |
| [a] | [e]/[ɛ] | [i]/[ɪ] | [o]/[ɔ] | [u]/[ʊ] | [ae] | [ao] | [ei] | [iə] | [oi] | [oə] | [ou] | [iu]  |

| b   | d   | f   | g   | h   | j    | k   | l   | m   | n   | ng  | p   | r   | s   | t   | v   | w   |
| [b] | [d] | [f] | [g] | [h] | [dʒ] | [k] | [l] | [m] | [n] | [ŋ] | [p] | [r] | [s] | [t] | [v] | [w] |

## Лексика

### Знайомства
- Aftanun ol’ta! = Добрий день усім!
- Nem blo' mi Charles = Мене звати Чарльз.
- Hao nao (iu)? (Iu hao?) = Як справи? (Як життя?)
- Wanem nao nem blo' iu? = Як вас звати?
- Iu blo' wea? = Звідки ви?
- Mi hapi tumas fo mitim iu. = Я радий зустрітися з вами.
- Wanem nao lanwis iu save tok? = Які мови ви знаєте?

### Відповіді
- Mi (me) olraet nomoa! = Все нормально, дякую!
- Mi (me) gut (nomoa)! = Все нормально, дякую!
- Alright nomoa! = Дуже добре, дякую!
- Ma iu (yu) hao! = А в тебе як (справи)?

### Питання
- Wanem nao datwan? = Що це таке?
- Haomas nao bae hem kostem mi fo sendem wanfala erogram go lo' Japan? =Скільки буде коштувати надіслати цей лист до Японії?
- Hu nao bae save helpim mifala weitim diswan rabis? = Хто може допомогти нам розібратися з цією плутаниною?
- Wea nao mi bae save paiem fea fo plen? = Де можна купити квиток на літак?
- Haomas pipol save fitim insaet lo' truk blo' iu? = Скільки людей можуть водити вашу вантажівку/машину/ван?

### Загальні вирази
- Tanggio tumas fo helpem mi = Дякую за допомогу мені.
- No wariwari. Hem oraet nomoa = Не турбуйтесь. Все добре.
- Hem! = Ось воно що! або Це один!
- Hem na ya! = Вуаля!
- Mi karange! = Вау!
- Mi dae nau! = Я вмираю! (Літературно використовується для вираження подиву або шоку)
- Iu kon man! = Брехун!
- Iu karange? = Ви божевільний?
- Diswan hem bagarap. = Це порушено.
- Mi no save paiem (baem). = Я не можу собі це дозволити.
- Iu save gud tumas pijin! =Ви дуже добре розмовляєте на піджині!
- Iu save tumas! = Ви дуже здібні!
- Mi no save. = Я не знаю чи Я не можу.
- Lukim iu! = Бувай! (лит. Побачимося!)
- diswan hemi bulsit blo' waitman nomoa. = Цей нонсенс — біла людина.